# Boana appendiculata
La rana arbórea de Canelos (Boana appendiculata) es una especie de anfibios anuros de la familia Hylidae. Se encuentra en Ecuador, Brasil y Colombia.

## Descripción
Es una especie de rana de tamaño mediano alcanzando unos 44.3 mm en machos y 64.4 mm en las hembras. Presenta una coloración de café a café oscuro, crema o café pálido y, usualmente, tiene una marca en forma de "X" sobre la región escapular y flancos grises o cremas.

## Distribución geográfica y hábitat
Vive en la cuenca amazónica de Ecuador, Colombia y Brasil (Amazonas, Pará y Rondônia). Habita en bosques de tierra firme, pantanos, bosques semiinundados e inundados y áreas abiertas artificiales. Por lo general, se encuentra durante la noche en bosques primarios y secundarios sobre vegetación, junto a lagos, áreas inundadas y estanques temporales en claros.

## Taxonomía
Fue descrita por el biólogo belga George Albert Boulenger en 1882 como miembro del género Hyla. Estudios realizados en 2020 en base a caracteres genéticos y fenotípicos lo posicionaron en el género Boana.